# L'Esseulé
Pour les articles homonymes, voir The Castaway (homonymie).
Pour plus de détails, voir Fiche technique et Distribution.
L'Esseulé (The Castaway) est un court métrage d'animation de Mickey Mouse produit par Walt Disney pour Columbia Pictures et sorti le 6 avril 1931.

## Synopsis
Mickey échoue sur une île déserte. Il découvre un piano et joue de la musique, ce qui a pour effet d'attirer des animaux sauvages.

## Fiche technique
- Titre original : The Castaway
- Autres titres[2] :
  - France : L'Esseulé
  - Allemagne : Micky der Schiffsbrüchige
  - Suède : Musse Pigg som Robinson Crusoe
- Série : Mickey Mouse
- Réalisateur : Wilfred Jackson
- Animateur : David Hand
- Voix : Walt Disney (Mickey)
- Producteur : Walt Disney, John Sutherland
- Distributeur : Columbia Pictures
- Format d'image : Noir et Blanc
- Son : Cinephone
- Durée : 7 min
- Langue : (en)
- Pays de production :  États-Unis
- Date de sortie : 6 avril 1931

## Commentaires
Le terme anglais « castaway » (du verbe « cast away » qui signifie « mettre à part / rejeter ») désigne un naufragé .
Au sein de l'univers de Disney, plusieurs éléments utilisent le terme « castaway » :
- un espace du parc aquatique Disney's Typhoon Lagoon en Floride se nomme Castaway Creek ;
- l'île privée de Disney dans les Caraïbes pour Disney Cruise Line, auparavant nommée Gorda Cay a été renommée en février 1996, Castaway Cay[1].